# Tsai Ing-wen

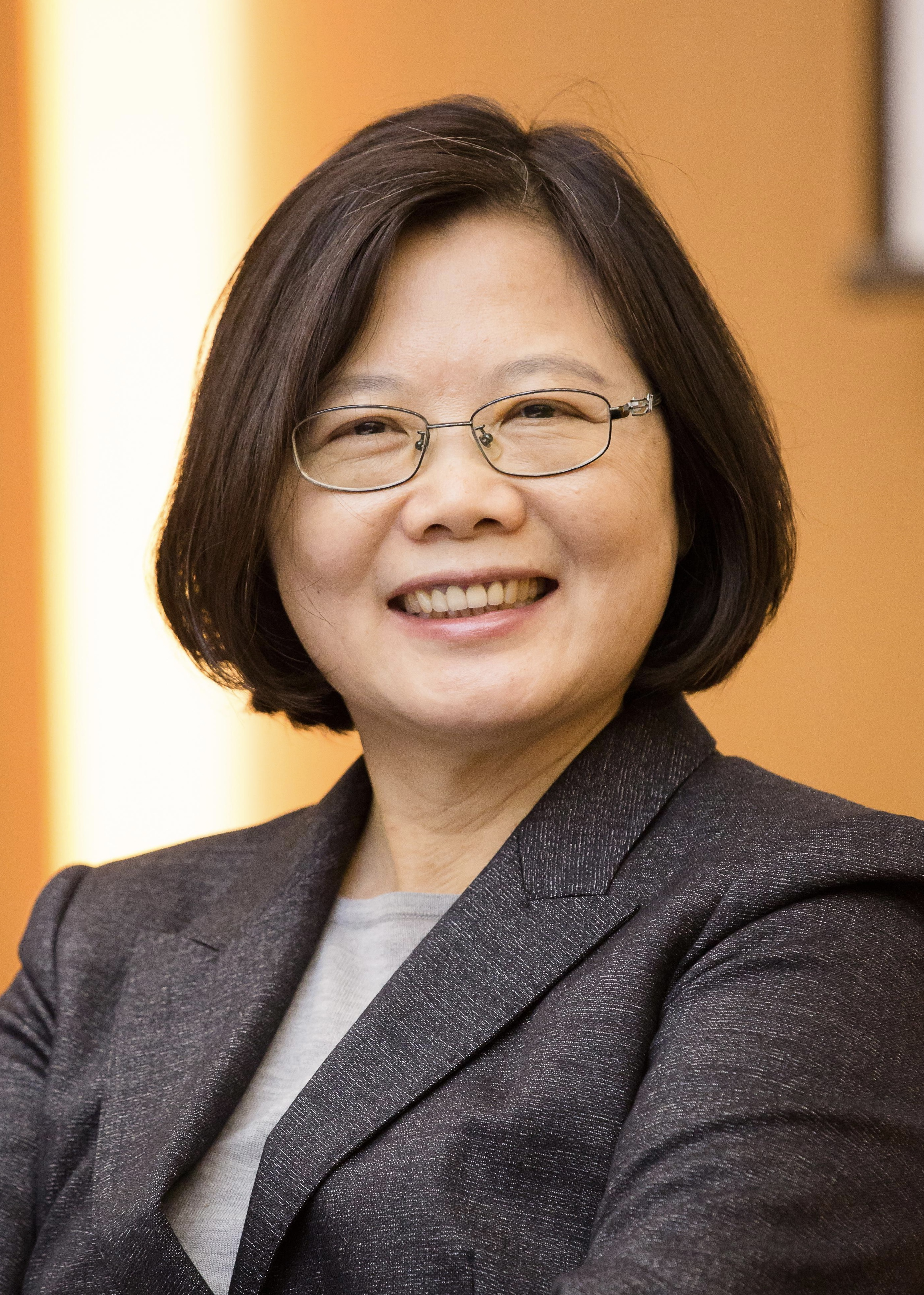
Tsai Ing-wen

Tsai Ing-wen (chinesisch 蔡英文, Pinyin Cài Yīngwén, Hakka Chhai Yîn-vùn, Pe̍h-ōe-jī Chhoà Eng-bûn; * 31. August 1956 im Bezirk Zhongshan der Stadt Taipeh, Taiwan) ist eine taiwanische Politikerin (DDP) und war vom 20. Mai 2016 bis 20. Mai 2024 Staatspräsidentin der Republik China (Taiwan). Sie war mehrfach mit Unterbrechungen – von 2008 bis 2012, von Mai 2016 bis November 2018 sowie von 2020 bis November 2022 – Vorsitzende der Demokratischen Fortschrittspartei (DPP).

## Leben und Karriere

### Berufliche und politische Laufbahn
Tsai Ing-wen wurde 1956 in Zhongshan (Taipeh) geboren. Ihre Familie stammt aus der Gemeinde Fangshan im Landkreis Pingtung und gehört der Volksgruppe der Hakka an. Eine Großmutter entstammte der indigen-taiwanischen Ethnie der Paiwan. Nach Absolvierung ihres Studiums an der Jura-Fakultät der Nationaluniversität Taiwan (1978) erwarb Tsai ihren Master-Abschluss in den USA an der Cornell University (1980) und promovierte schließlich an der London School of Economics and Political Science (1984). Nach ihrer Rückkehr nach Taiwan lehrte sie Rechtswissenschaften an der Soochow-Universität und der Chengchi-Nationaluniversität.
Ab 1993 war sie als Beraterin des damaligen Präsidenten Lee Teng-hui (KMT) tätig und unter anderem an der Formulierung der „Zwischenstaatliche-Beziehungen-Doktrin“ Lees beteiligt. Nach der Regierungsübernahme durch die DPP im Jahr 2000 wurde Tsai vom neuen Präsidenten Chen Shui-bian (DDP) als parteilose Ministerin für den Bereich Festlandangelegenheiten ins Kabinett berufen. 2004 trat sie der DPP bei und war für kurze Zeit als Abgeordnete im Legislativ-Yuan tätig. Anschließend war sie Vize-Premierministerin unter Premierminister Su Tseng-chang (DDP), bis zum kollektiven Rücktritt des Kabinetts im Jahr 2007. Nach der Niederlage ihrer Partei bei der Präsidentenwahl 2008 wurde sie zur neuen Parteivorsitzenden der DPP gewählt. Im November 2010 kandidierte Tsai für das Bürgermeisteramt der Stadt Neu-Taipeh, musste sich jedoch dem Kandidaten Eric Chu von der Partei der Kuomintang (KMT) geschlagen geben.
Im April 2011 wurde Tsai Ing-wen von ihrer Partei zur ersten weiblichen Kandidatin für das Präsidentenamt in der Geschichte der Republik China bestimmt. In der folgenden Präsidentenwahl 2012 unterlag sie dem amtierenden Präsidenten Ma Ying-jeou (KMT), worauf sie von ihrem Amt als Parteivorsitzende der DPP zurücktrat. Tsais Nachfolger, der Parteiveteran Su Tseng-chang, sah sich jedoch bald parteiinterner Kritik ausgesetzt, weil er die erhoffte Reform der Partei in den Augen vieler Mitglieder nicht ausreichend vorantrieb. Nach der Sonnenblumen-Bewegung im Frühjahr 2014 kündigte Tsai an, erneut für den Parteivorsitz kandidieren zu wollen. Su Tseng-chang und Hsieh Chang-ting zogen ihre geplante Kandidatur daraufhin zurück. Am 25. Mai 2014 setzte sich Tsai mit über 93 % der Stimmen gegen den einzigen Gegenkandidaten Kuo Tai-lin durch und wurde somit zum zweiten Mal Vorsitzende der DPP. Am 15. April 2015 wurde sie als Kandidatin ihrer Partei für die Präsidentenwahl 2016 nominiert.
Sie bewarb sich damit zum zweiten Mal um das Präsidentenamt. Die Wahl fand am 16. Januar 2016 statt, dabei setzte sie sich mit großer Mehrheit gegen ihre Gegenkandidaten Eric Chu (KMT) und James Soong (Qinmindang) durch. Am 20. Mai 2016 trat sie ihr Amt an, sie ist das erste weibliche Staatsoberhaupt des Landes. Nachdem die DPP bei den Lokal- und Regionalwahlen schwere Niederlagen erlitten hatte, trat sie im November 2018 als Parteivorsitzende zurück. Am 11. Januar 2020 wurde sie mit 57,13 % der Stimmen als Präsidentin wiedergewählt.
Ende November 2022 erlitt Tsais Partei bei den Kommunalwahlen eine schwere Niederlage gegen die KMT unter Chiang Wan-an, der ein Urenkel von Chiang Kai-shek sein soll. Die KMT war bereits bei den vorherigen Kommunalwahlen als stärkste Kraft hervorgegangen und konnte diesmal weitere Zugewinne verbuchen. Unter anderem erreichte sie auch in der Hauptstadt Taipeh die Mehrheit. Tsais DPP konnte nur den Südwesten Taiwans für sich entscheiden. Ihr Parteikollege und Premierminister Su Tseng-chang hatte nach der Wahlniederlage seinen Rückzug angeboten. Tsai lehnte jedoch ab, übernahm die volle Verantwortung und trat vom Vorsitz ihrer Partei zurück.

### Privates
Tsai Ing-wen war nie verheiratet und ist kinderlos. Da sie damit nicht dem traditionellen chinesischen Frauenbild entsprach, versuchten konservative Kreise und auch staatsgelenkte Medien der Volksrepublik China im Wahlkampf 2012 und 2016, Stimmung gegen sie zu machen, und unterstellten ihr, dass sie deswegen „emotional instabil“ sei oder zu Extremen neige. Der Ex-DPP-Politiker Shih Ming-teh forderte sie im Vorfeld ihrer Kandidatur im April 2011 öffentlich auf, ihre sexuelle Orientierung offenzulegen, was Tsai ablehnte. Shihs Aufforderung wurde von der großen Mehrheit der taiwanischen Presseorgane als unangemessen kritisiert. Bei der Wahl im Jahr 2016 spielten diese Themen im Wählerbewusstsein kaum mehr eine Rolle.

## Politische Positionen

### Innenpolitik
Nach Korruptionsskandalen um den ehemaligen Präsidenten Chen Shui-bian und der deutlichen Wahlniederlage der DPP bei der Präsidentenwahl 2008 gehörte es zu den ersten Aufgaben der neuen Parteivorsitzenden, die DPP aus dem Tief herauszuführen. Nachdem bekannt wurde, dass Chen Shui-bian während seiner Amtszeit Gelder veruntreut hatte, entschuldigte sich Tsai Ing-wen öffentlich und erklärte, dass ihre Partei nicht versuchen werde, etwaige Vergehen Chens zu vertuschen. Darüber hinaus sei es ihr Ziel, korrupte Mitglieder aus der Partei zu entfernen. Zu diesem Zweck wurde eine parteiinterne Untersuchungskommission eingerichtet.
Weitere innenpolitische Schwerpunkte Tsais sind soziale Gerechtigkeit und die Stärkung der lokalen taiwanischen Identität (臺灣本土化運動,  Táiwān běntǔhuà yùndòng – „Taiwanische Lokalisierungsbewegung“, auch „Taiwanische Heimatbewegung“). In energiepolitischen Fragen steht sie der Nutzung von Kernenergie in Taiwan kritisch gegenüber und setzt sich aktiv für die Nicht-Inbetriebnahme des umstrittenen vierten taiwanischen Kernkraftwerks Lungmen, das in der Stadt Neu-Taipeh geplant ist, ein. Anlässlich ihrer zweiten Nominierung als Präsidentschaftskandidatin kündigte sie an, im Fall ihres Wahlsiegs gegen das wachsende Gefälle zwischen Arm und Reich und die Jugendarbeitslosigkeit vorgehen zu wollen.

### Außenpolitik
Im Gegensatz zur Vorgängerregierung lehnten Tsai Ing-wen und ihre Partei den sogenannten Konsens von 1992 ab, was die Volksrepublik China zum Einfrieren der Gespräche mit Taiwan veranlasste. Tsai beabsichtigte im „Einklang mit dem Willen des taiwanischen Volkes“, die von der KMT begonnenen Verhandlungen mit der Volksrepublik weiterzuführen. 
Die DPP unter der Führung von Tsai verabschiedete sich grundsätzlich von ihrem Programm, die Unabhängigkeit Taiwans auch de jure in der Verfassung der Republik China festzuschreiben. Sie verfolgte das Ziel, die Autonomie Taiwans möglichst unumkehrbar zu bewahren.
Tsai Ing-wen betrieb nach eigenen Aussagen eine pro-amerikanische Politik. Kurz nach ihrer Wahl gelang es ihr, die seitens der USA teilweise ausgesetzten Waffenlieferungen an Taiwan wieder zu aktivieren. Nach der Präsidentschaftswahl in den Vereinigten Staaten am 8. November 2016 sandte Tsai Ing-wen ein Glückwunschtelegramm an den Gewinner Donald Trump. Darin versicherte sie, Taiwan werde ein zuverlässiger Partner der USA bleiben, und bezeichnete die USA als wichtigstes demokratisches Land der Welt. Trump revanchierte sich am 3. Dezember 2016, sechs Wochen vor seiner Amtseinführung: er telefonierte mit Tsai, schrieb danach bei Twitter und nannte Tsai in seinem Tweet „Präsidentin von Taiwan“. Dies wich von den bisherigen US-amerikanischen diplomatischen Gepflogenheiten ab; die USA haben Taiwan formal bis dato nicht diplomatisch anerkannt. Wesentliche Folgen hatte dies allerdings nicht.

## Werke
- Taiwan and the Fight for Democracy: A Force for Good in the Changing International Order. In: Foreign Affairs. Volume 100, Number 6, November/Dezember 2021, S. 74–84.